# 九聖德
九聖德（Nine Noble Virtues）、NNV或9NV是某些日耳曼多神教運動群體中所使用的兩組道德和情境倫理準則，通常是那些具有民俗觀點的異教徒，例如奧丁信徒和Ásatrú民間大會的成員。其中一組是由約翰·約威爾（奧斯瓦爾德·莫斯利爵士的不列顛法西斯聯盟前成員）和約翰·吉布斯-貝利於1974年在Odinic Rite編纂，另外一組則由Ásatrú民間大會的史蒂芬·麥克納倫於1983年編纂。但是，部分人認為，較早的一組，也就是Odinic Rite 聲稱是他們編纂的一組，其實是最初由埃德雷德·托爾森在Ásatrú民間大會時整理成九聖德的。據說它們是基於歷史上北歐多神教中發現的美德，這些美德來自各種資料，包括詩體埃達（特別是哈瓦馬爾和西格里富瑪），並且在冰島人傳奇中看見。
九控訴（The Nine Charges）是另一個幾乎同時被編纂出來的清單，但是具有更加明確的道德或倫理準則。六重目標（The Six-Fold Goal）是另一個美德清單，由史蒂芬·弗拉沃斯（也就是埃德雷德·托爾森在1989年給出的「權利、智慧、力量、收穫、弗里斯和愛」。
Aesirian Code of Nine也被一些日耳曼多神教運動實踐者使用，包括「榮譽、知識、保護、繁榮、改變、公平、衝突、平衡和控制」。

## 九聖德
“九大美德”的確立可以歸功於Odinic Rite的成員約翰·約威爾（又名 Stubba） 和約翰·吉布斯-貝利（又名 Hoskuld），或是歸功於當時在Asatru Free Assembly的埃德雷德·托爾森的整理。史蒂芬·麥克納倫在Ásatrú民間大會的期刊The Runestone（1983 年以選集形式重新出版）中以Some Odinist Values為標題編制了一份類似的清單。
| 九聖德 1. 勇氣 2. 真理 3. 名譽 4. 忠誠 5. 紀律 6. 款待 7. 自力更生 8. 勤勉 9. 毅力 | Some Odinist Values 1. 力量勝於軟弱 2. 勇氣勝於懦弱 3. 快樂勝於內疚 4. 榮譽勝於恥辱 5. 自由勝於奴役 6. 親情總比疏離好 7. 現實主義勝過教條主義 8. 活力勝於死氣沉沉 9. 祖先比無根好 |

## 九控訴
九控訴於1970年代由Odinic Rite編纂。
1. 保持對久經考驗的朋友的愛和忠誠的坦率和忠誠：儘管他打我，但我不會傷害他。
2. 永遠不要做出錯誤的誓言：因為偉大而嚴峻的是打破束縛誓言的獎勵。
3. 不要嚴苛對帶卑微和卑賤的人。
4. 銘記因歲月而得的尊重。
5. 不讓邪惡不治而愈，與信仰、民間和家庭的敵人作戰：我的敵人阿，我將在戰場上戰鬥，我不會留在我的房子裡等著被燒死。
6. 要幫助沒有朋友的人，但不要相信陌生人的誓言。
7. 如果我聽到一個醉漢的傻話，我不會努力：因為許多悲傷和死亡都是從這些事情中產生的。
8. 善待死者：稻草死、海死或劍死。
9. 遵守合法權威的規定，並勇敢地接受法令。

## 延伸閱讀
- 撒旦教的九個聲明（英语：LaVeyan Satanism#The Nine Satanic Statements）
- 九（英语：Numbers in Norse mythology#Nine）
- 七美德
- 威卡箴言（英语：Wiccan Rede）

## 外部連結
- The Nine Noble Virtues For Kids (And Other Interested Parties) （页面存档备份，存于）
- The Asatru Alliance （页面存档备份，存于）
- Asatru Folk Assembly （页面存档备份，存于）
- The Odinic Rite （页面存档备份，存于）